# Tipula gavronskii
Tipula gavronskii är en tvåvingeart som beskrevs av Alexander 1934. Tipula gavronskii ingår i släktet Tipula och familjen storharkrankar. Inga underarter finns listade i Catalogue of Life.